# Hampsonodes indistincta
Hampsonodes indistincta är en fjärilsart som beskrevs av William Schaus. Hampsonodes indistincta ingår i släktet Hampsonodes och familjen nattflyn. Inga underarter finns listade i Catalogue of Life.